# حسيك فلسطيني
الحُسَيْك الفلسطيني (الاسم العلمي: Arrhenatherum palaestinum) نوع نباتي يتبع جنس الحسيك من الفصيلة النجيلية.

## الموئل والانتشار
موطنه الأصلي شرق حوض البحر الأبيض المتوسط في بلاد الشام وتركيا وبلغاريا واليونان ومقدونيا.

## الأسماء العلمية المرادفة
- (باللاتينية: Arrhenatherum palaestinum)
- (باللاتينية: Arrhenatherum rumelicum)
- (باللاتينية: Avena palaestina) [6]

## أسماء أخرى
شوفان فلسطيني، حُسَيْك روملي، حسك السنبلة الفلسطيني، حسك السنبلة الروملي، حشيشة الزر الفلسطينية.